# Keiji Mutō
Pour les articles homonymes, voir Muto.
Keiji Mutō (武藤敬司, Mutō Keiji) (né le 23 décembre 1962 à Fujiyoshida, Yamanashi) aussi connu sous le nom de ring de Great Muta est un catcheur (lutteur professionnel), promoteur et entraîneur de catch japonais. Il est devenu célèbre à la New Japan Pro Wrestling où il est sextuple champion par équipe Internation Wrestling Grand Prix (IWGP) et triple champion poids-lourds IWGP ainsi qu'en Amérique à la World Championship Wrestling (WCW) où il détient le championnat du monde Télévision de la National Wrestling Alliance (NWA), le championnat du monde poids-lourds de la NWA. En 2002, il quitte la New Japan pour devenir président de la All Japan Pro Wrestling (AJPW) et continue dans le même temps sa carrière de catcheur gagnant à cinq reprises le championnat du monde par équipe de l'AJPW ainsi que le championnat poids-lourds Triple Crown à trois reprises. Il quitte l'AJPW en 2013 après un désaccord avec les nouveaux propriétaires de la fédération pour fonder la Wrestle-1. Son personnage ou gimmick de Great Muta ayant une peinture faciale (remplacé ensuite par un masque) qui gagne ses matchs en crachant un Asian mist.

## Carrière

### Débuts à la New Japan Pro Wrestling et passage à la Championship Wrestling from Florida (1984-1987)
Mutō pratique la lutte et le judo avant d'intégrer le dojo de la New Japan Pro Wrestling alors dirigé par Hiro Matsuda. Au cours de son entraînement, il côtoie Masahiro Chōno, Shinya Hashimoto ainsi que Keiichi Yamada (plus connu sous le nom de Jushin Liger) tous élèves du dojo à l'époque. Il fait son premier match le 8 octobre 1984 qu'il perd face à Shinji Sasazaki. En 1984 et en 1985, il est un catcheur de second plan. Il ne remporte pas le moindre championnat et ne participe à aucun tournoi,.
Début 1986, il part en Floride où il lutte à la Championship Wrestling from Florida sous le nom de White Ninja et y obtient son premier match de championnat le 14 février face à Denny Brown pour le champion du monde poids-lourds junior de la National Wrestling Alliance qui se termine par la disqualification de ce dernier. Le 21 mai, il y remporte le championnat poids-lourds de Floride de la NWA après sa victoire sur Kendhall Windham, cependant les dirigeants annulent cette décision en juin car lors de sa victoire il utilise une prise de karaté. Le 1er septembre, il gagne un match de championnat des États-Unis poids-lourds junior (version Sud-Est/Continental) face à Tim Horner mais ne remporte pas la ceinture. Il retourne au Japon à l'automne et devient avec Shiro Koshinaka champion par équipe International Wrestling Grand Prix (IWGP) le 20 mars 1987 après leur victoire sur Akira Maeda et Nobuhiko Takada et perdent ce titre six jours plus tard face à ces derniers,,.

### World Wrestling Council (1988)
En 1988, il part à Porto Rico où il lutte au World Wrestling Council (WWC) où il prend le nom de Super Black Ninja et devient champion Télévision de la WWC du 6 février au 2 avril 1988 puis champion poids-lourds de Porto Rico de la WWC entre le 14 mai et le 6 août,.

### World Championship Wrestling (1989-2000)
En 1989, il rejoint la World Championship Wrestling (WCW), dans le cadre d'un partenariat avec la New Japan Pro Wrestling. Il y adopte le nom de ring de Great Muta et son manager Gary Hart (en) le présente comme étant le fils du Great Kabuki (en). Le 2 avril au cours de Clash of the Champions VI, il bat Steve Casey. Il devient ensuite le rival de Sting alors champion du monde Télévision de la National Wrestling Alliance (NWA) et ils s'affrontent le 23 juillet au cours du Great American Bash où Sting conserve sa ceinture, cependant la victoire de Sting étant contesté (durant le tombé Muto relève ses épaules) on lui retire le titre. Le 3 septembre, les deux hommes s'affrontent à nouveau et Muta devient le nouveau champion du monde Télévision de la NWA.

### New Japan Pro Wrestling (1990–2009, 2012, 2013, 2014)
Lors de Wrestle Kingdom VI, il bat Tetsuya Naito. Lors de Wrestle Kingdom 7, lui et Shinjiro Otani perdent contre Tencozy (Hiroyoshi Tenzan & Satoshi Kojima). Lors de Wrestle Kingdom 8, en tant que The Great Muta, lui et Toru Yano battent Suzuki-gun (Minoru Suzuki et Shelton X Benjamin),.

### All Japan Pro Wrestling (2002–2013)

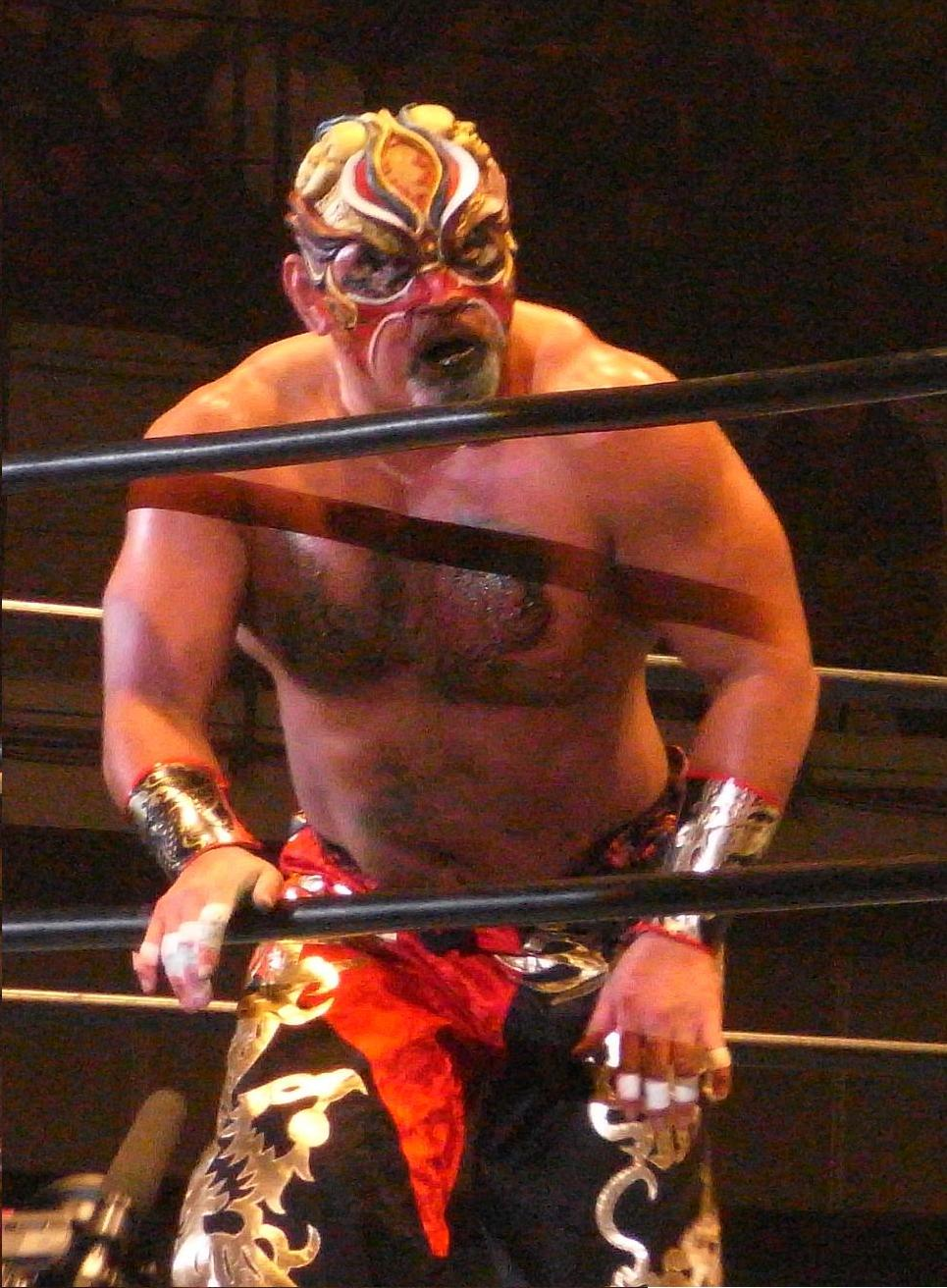
Muto en tant que The Great Muta en Novembre 2009

Le 19 juin 2011, lui et KENSO battent Akebono et Ryota Hama et remportent les AJPW World Tag Team Championship,. Le 23 octobre, ils perdent leur titres contre Dark Cuervo et Dark Ozz.

### Wrestle-1 (2013–2020)
Le 1er novembre 2014, durant le show qui célèbre ses trente ans de carrière en tant que catcheur professionnel, il bat Masayuki Kōno et remporte le Wrestle-1 Championship. Le 22 décembre, il conserve son titre contre Seiya Sanada. Le 30 janvier 2015, il conserve son titre contre Manabu Soya. Lors de Global Impact: USA vs The World, en tant que The Great Muta, il bat Mr. Anderson. Le 8 mars, il perd son titre contre Kai.

### Pro Wrestling NOAH (2020-...)
Lors de NOAH The Chronicle Vol. 3, il bat Kaito Kiyomiya.
Lors de Destination 2021, il bat Gō Shiozaki et remporte le GHC Heavyweight Championship, devenant le troisième catcheur après Kensuke Sasaki et Yoshihiro Takayama à avoir remporté les 3 Titres majeurs du japon, le GHC Heavyweight Championship de la Pro Wrestling Noah, le IWGP Heavyweight Championship de la New Japan Pro Wrestling
et le AJPW Triple Crown Heavyweight Championship de la All Japan Pro Wrestling,. Après le match, Kaito Kiyomiya le défi pour un match de championnat auquel Mutoh ne répond pas. Lors de Great Voyage 2021 In Fukuoka, il conserve son titre contre Kaito Kiyomiya,. Lors de The Glory 2021, il conserve son titre contre Masa Kitamiya. Lors de CyberFight Festival 2021, il perd son titre contre Naomichi Marufuji.
Lors de Demolition Stage 2021 In Yokohama, lui et Naomichi Marufuji battent Masa Kitamiya et Kaito Kiyomiya et remportent les GHC Tag Team Championship.

## Autres médias
En 2004, il joue le rôle du catcheur Harold Sakata dans le film Rikidozan (역도산, Yeokdosan) réalisé par le coréen Song Hae-sung qui retrace la vie du catcheur Rikidōzan.

## Palmarès
- All Japan Pro Wrestling (AJPW)
  - 3 fois AJPW Triple Crown Heavyweight Championship
  - 4 fois AJPW World Tag Team Championship avec Taiyō Kea (1), Arashi (1), Joe Doering (1), Masakatsu Funaki et KENSO (1, actuel)
  - Vainqueur du Champion's Carnival en 2002, 2004 et 2007
  - Vainqueur de la World's Strongest Tag Team League avec Taiyō Kea (2001), Joe Doering (2007) et Masakatsu Funaki (2009)

- Championship Wrestling from Florida
  - 1 fois Champion poids-lourds de Floride de la National Wrestling Alliance[7]

- New Japan Pro Wrestling
  - 4 fois IWGP Heavyweight Championship
  - 6 fois IWGP Tag Team Championship avec Hiroshi Hase (2), Masahiro Chono (2), Shiro Koshinaka (1) et Taiyō Kea (1)
  - 1 fois NWA World Heavyweight Championship
  - 1 fois Greatest 18 Championship
  - Vainqueur du G1 Climax en 1995
  - Vainqueur de la Super Grade Tag League en 1993, 1994, 1997 et 1998 avec Hiroshi Hase (1993, 1994) Masahiro Chono (1997) et Satoshi Kojima (1998)
  - Vainqueur de la G1 Tag League en 1999 avec Scott Norton

- Pro Wrestling NOAH
  - 1 fois GHC Heavyweight Championship
  - 1 fois GHC Tag Team Championship avec Naomichi Marufuji (actuel)

- World Championship Wrestling (WCW)
  - 1 fois NWA World Heavyweight Championship
  - 1 fois NWA World Television Championship
  - 1 fois WCW World Tag Team Championship avec Vampiro
  - Vainqueur du WCW BattleBowl en 1992

- World Wrestling Council (WWC)
  - 1 fois Champion poids-lourds de Porto Rico de la WWC[13]
  - 1 fois Champion Télévision de la WWC[12]

- Wrestle-1 (W-1)
  - 1 fois Wrestle-1 Championship

- World Wrestling Entertainment
  - WWE Hall of Fame (2023)

## Récompenses des magazines
- Pro Wrestling Illustrated (PWI)

| Année | 1991 | 1992 | 1993 | 1994 | 1995 | 1996 | 1997 | 1998 | 1999 | 2000 | 2001 | 2002 | 2003 | 2004 | 2005 | 2006 | 2007 | 2008 | 2009 | 2010 | 2011 | 2012 à 2014 | 2015 | 2016 à 2020 | 2021 | 2022 |
| ----- | ---- | ---- | ---- | ---- | ---- | ---- | ---- | ---- | ---- | ---- | ---- | ---- | ---- | ---- | ---- | ---- | ---- | ---- | ---- | ---- | ---- | ----------- | ---- | ----------- | ---- | ---- |
| Rang  | 20   | 25   | 19   | 15   | 13   | 32   | 37   | 58   | 7    | 22   | 4    | 3    | 4    | 33   | 99   | 52   | 119  | 16   | 15   | 120  | 238  | Non classé  | 228  | Non classé  | 23   | 176  |

- Wrestling Observer Newsletter Awards
  - Membre du Wrestling Observer Hall of Fame (depuis 1999)[39]
  - Catcheur de l'année en 2001[40]
  - Catcheur ayant le plus progressé en 2001[40]
  - Match de l'année 2001 (contre Genichiro Tenryu le 8 juin 2001)[40]
  - Favori des lecteurs 2001[40]
  - Prise de catch de l'année 2001 (Shining Wizard)[40]

- Tokyo Sports Awards
  - Rookie de l'année 1986[41]
  - Meilleure équipe en 1990 avec Masahiro Chōno et en 2005 avec Akebono[42]
  - Most Valuable Player de l'année 1995, 1999, 2001 et 2008[43]